# Fürstenwall

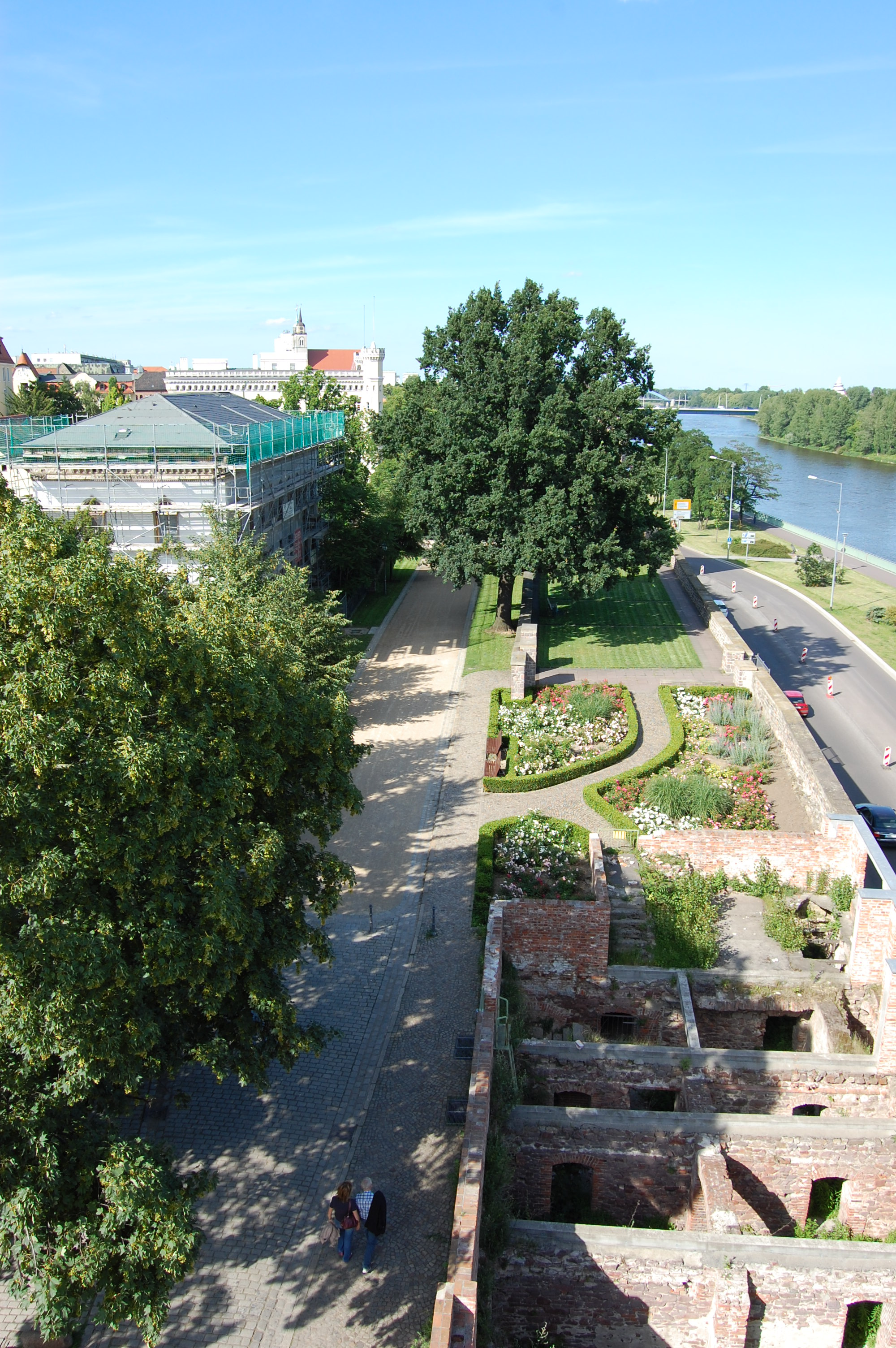
Blick vom Turm Hinter der Ausfahrt an der Möllenvogtei nach Norden auf den Fürstenwall

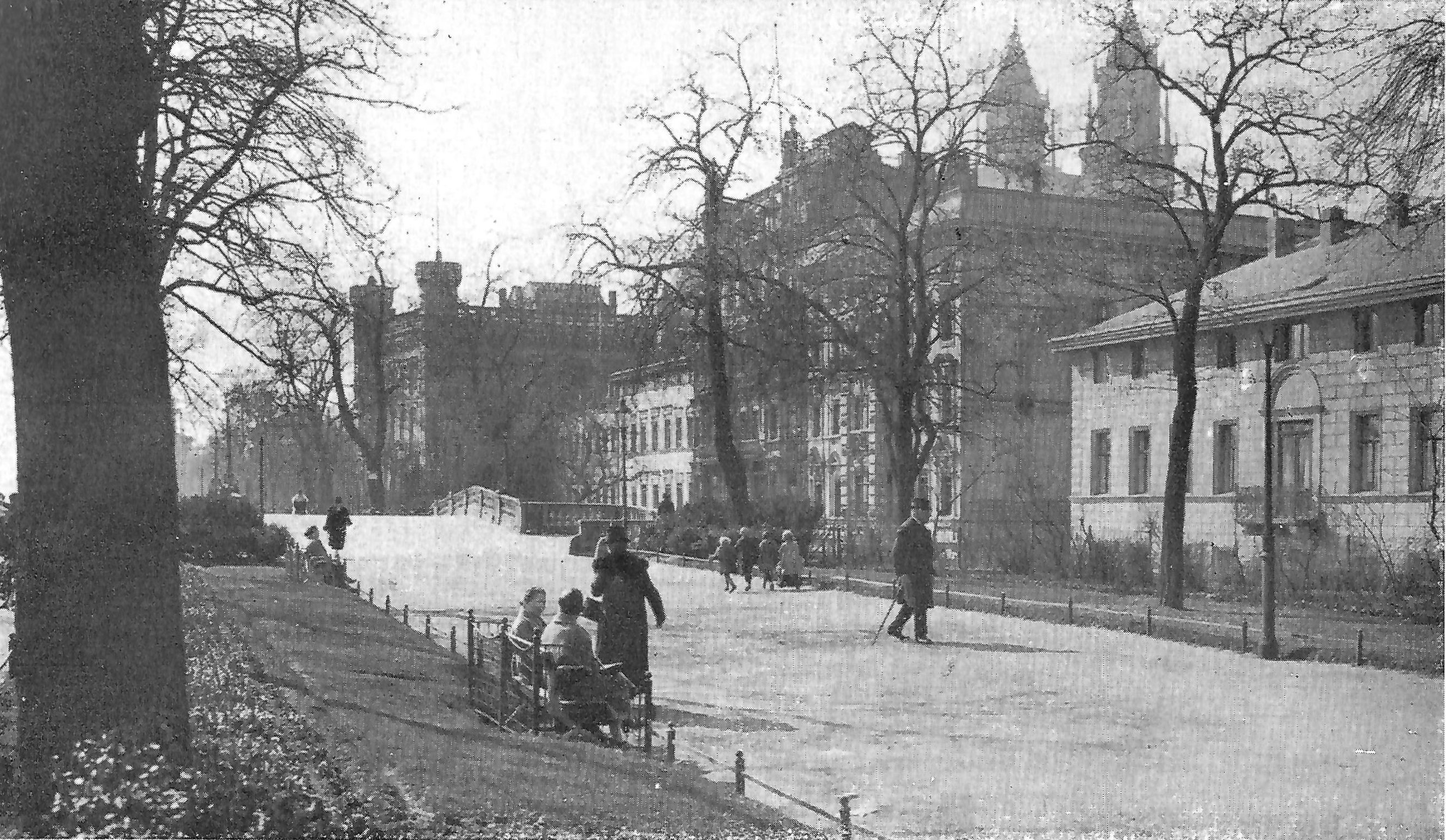
Nördlicher Teil des Fürstenwalls in den 1920er Jahren, Blick nach Süden, rechts das Gouvernementgebäude

Der Fürstenwall ist eine von Linden gesäumte Promenade im Magdeburger Stadtteil Altstadt (Magdeburg). Zwischen Magdeburger Dom, dem Kloster Unser Lieben Frauen und der Elbe gelegen, gehört die Anlage zu den geschichtsträchtigsten Grünanlagen der Stadt.

## Geschichte
Das Gelände der heutigen Anlage war ursprünglich unbebautes Elbvorland. Der Lauf der Elbe bei Magdeburg änderte sich über die Zeit mehrmals. In der zweiten Hälfte des 12. Jahrhunderts verlagerte sich die Elbe nach Osten, so dass unterhalb des Domfelsens ein Landstreifen trocken fiel und sich Teiche und Sümpfe bildeten. Diese wurden dann verfüllt und als Gärten genutzt, wie z. B. der Garten der Möllenvogtei. 
In den Jahren 1430/31 wurden am Elbufer sechs Türme errichtet. Von Süden nach Norden handelte es sich um den Turm hinter der Ausfahrt der Möllenvogtei, Kiek in de Köken, Scheiblischer Turm, Schieferturm, Seidenbeutelpforte und den Turm an der Ratsmühle. In dem Bereich befanden sich mit dem Tatarenturm und dem Wipturm zwei bereits ältere Türme. Später ließ der Rat der Stadt die Türme mit Mauern verbinden. Die anfänglich hölzernen Mauern wurden später durch feste, mit Bruchsteinen gefüllte Mauern ersetzt. 

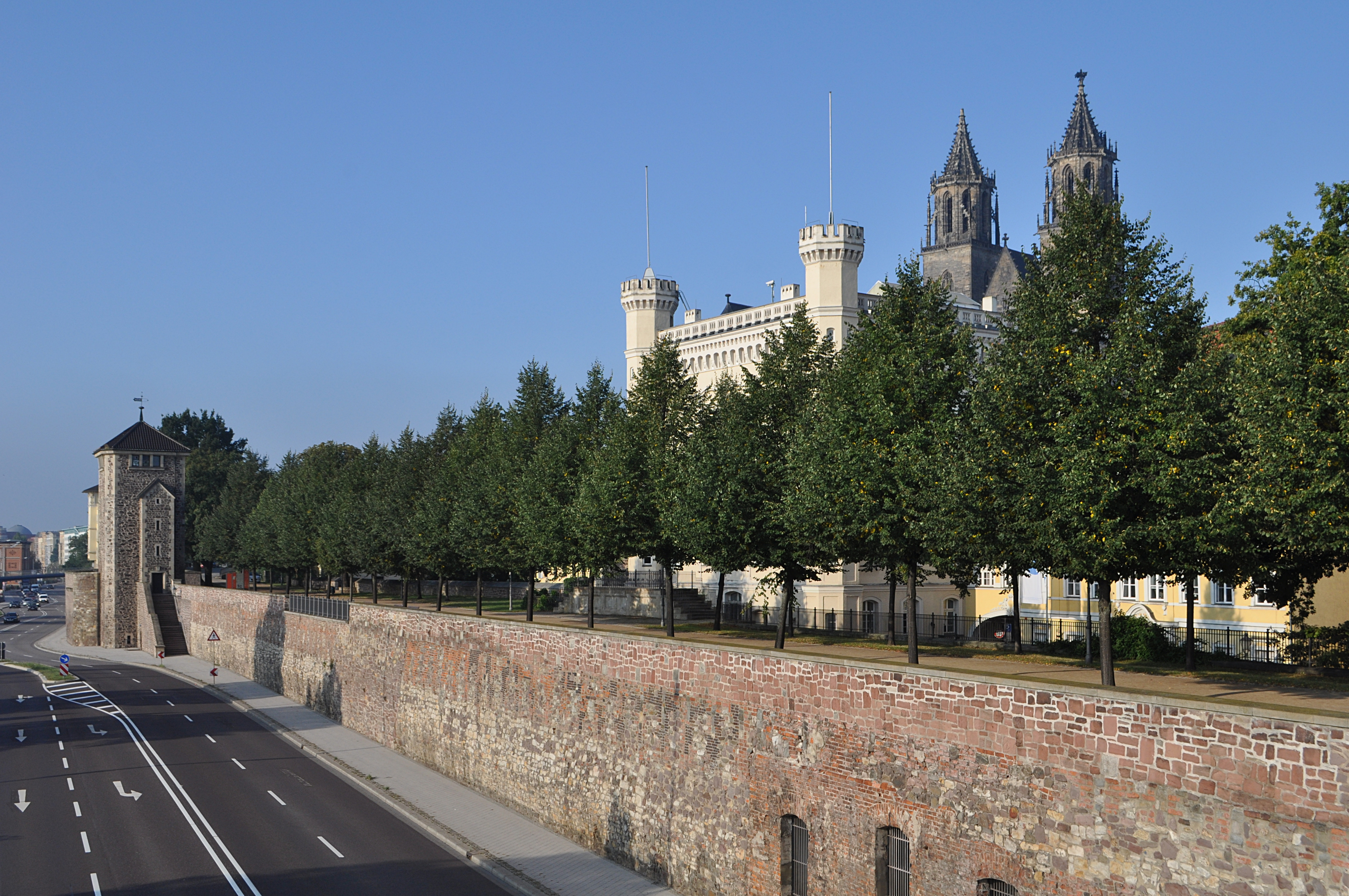
Blick auf die alte Stadtmauer und den Fürstenwall

Während der Regierungszeit von Fürst Leopold von Anhalt-Dessau wurde der Fürstenwall umgewidmet. Aus der Festungsanlage wurde durch Erdaufschüttungen und Umbauten, eine Mischung aus Park, Wohnungen und Wirtschaftsbetrieben. 1877 wurde auf einem künstlichen Hügel ein Kriegerdenkmal errichtet.
Während der Zeit des Nationalsozialismus wurde die Anlage wiederum umgestaltet. Der ehemalige Wehrturm Kiek in de Köken wurde zur Ehrenhalle umgebaut, das umliegende Gelände zum Ehrenfriedhof. Im Zuge des Zweiten Weltkriegs wurde der nördliche Teil des Fürstenwalls, nördlich der Straße Gouvernementsberg, zerstört.
Inzwischen ist der Fürstenwall ein beliebter Ausflugsort, der inmitten touristisch interessanter Ziele liegt. Neben Kiek in de Köken befinden sich mit dem Turm hinter der Ausfahrt der Möllenvogtei und dem Tatarenturm noch zwei weitere ehemalige Wehrtürme am Fürstenwall. Andere in dem Bereich ursprünglich vorhandene Wehrtürme, wie der Wipturm und der Scheiblische Turm sind nicht erhalten. Da der Fürstenwall sich mehrere Meter über das Niveau des Elbufers erhebt besteht eine gute Aussicht über den Fluss. Am nördlichen Ende des Fürstenwalls befindet sich seit 2010 die zum Skulpturenpark Magdeburg gehörende Plastik Die heilige Mechthild von Magdeburg. In einer kleinen Parkanlage südlich des Turms Kiek in de Köken steht die Plastik Elektra. Nördlich des Tatarenturms befindet sich das gastronomisch genutzte Baudenkmal Fürstenwall 3b.